# Arquidiocese de Toluca
A Arquidiocese de Toluca (Archidiœcesis Tolucensis) é uma circunscrição eclesiástica da Igreja Católica situada em Toluca, México. Seu atual arcebispo é Raúl Gómez González. Sua Sé é a Catedral de São José de Toluca.
Possui 139 paróquias servidas por 286 padres, contando com 2 880 315 habitantes, com 80,2% da população jurisdicionada batizada (2 309 115 batizados).

## História
A Diocese de Toluca foi erigida em 4 de junho de 1950 com a bula Si tam amplo do Papa Pio XII, recebendo o território da Arquidiocese da Cidade do México, da qual era sufragânea.
Em 2 de fevereiro de 1952, o seminário diocesano foi estabelecido em Valle de Bravo e no ano seguinte, foi transferido para Toluca.
Em 28 de setembro de 1960, pela carta apostólica Salubri ducti, o Papa João XXIII proclamou São José e São Miguel Arcanjo padroeiros principais da diocese, e os santos Francisco de Assis, João Maria Vianney e Isidoro, o Lavrador padroeiros secundários.
Em 27 de outubro de 1964 e em 3 de novembro de 1984 a diocese cedeu partes do seu território em vantagem da ereção das dioceses, respectivamente, de Ciudad Altamirano e de Atlacomulco.
Em 26 de novembro de 2009, a diocese cedeu uma porção adicional de território para o benefício da ereção da Diocese de Tenancingo.
Em 28 de setembro de 2019 foi elevada à dignidade de arquidiocese metropolitana.

## Prelados
|                   | Nome                            | Período    | Notas                          |
| Arcebispo         | Arcebispo                       | Arcebispo  | Arcebispo                      |
| ----------------- | ------------------------------- | ---------- | ------------------------------ |
| 2º                | Raúl Gómez González             | 2022-atual |                                |
| 1º                | Francisco Javier Chavolla Ramos | 2019-2022  | Arcebispo emérito              |
| Bispos            |                                 |            |                                |
| 4º                | Francisco Javier Chavolla Ramos | 2003-2019  | Elevado à Arcebispo            |
| 3º                | José Francisco Robles Ortega    | 1996-2003  | Nomeado Arcebispo de Monterrey |
| 2º                | Alfredo Torres Romero           | 1980-1995  |                                |
| 1º                | Arturo Vélez Martínez           | 1951-1979  |                                |
| Bispos-auxiliares |                                 |            |                                |
|                   | Maximino Martínez Miranda       | 2017–      | Atual                          |
|                   | José Francisco Robles Ortega    | 1991-1996  | Nomeado Bispo diocesano        |